# ハイティーン・ブギ (映画)
『ハイティーン・ブギ』 (Highteen Boogie) は、1982年に公開された、東宝（株式会社東宝映画）の製作の映画である。監督は舛田利雄。近藤真彦主演第3弾でたのきんスーパーヒットシリーズ第4弾。原作は牧野和子の同名漫画。

## ストーリー
宮下桃子は高校生。両親とは死別していて、喫茶店を営む叔母夫婦の下で育つ。ある日桃子のクラスに、藤丸翔が転校してきた。オートバイを乗り回す、リーゼントに革ジャンの不良少年と見えたが実は某財閥の御曹司だった。桃子に恋した翔は、暴走族から足を洗おうとするが、翔を好きなメンバーの未樹が仲間を焚き付け、桃子を輪姦させる。この事を知った翔は仲間のシゲと殴り合いになり、ボクサーを目指していたシゲはこの時のケガがもとでボクサーの夢を断念。桃子は自分の妊娠に気付き、家を出て翔と暮らし始める。やがて翔はバンドを組み、人気を博すようになり一躍スターダムへと上り詰めるが……。

## キャスト
- 藤丸翔：近藤真彦（主題歌も歌っている）
- サミー（おさむ）：野村義男
- 鳴海重：田原俊彦
- 宮下桃子：武田久美子
- 未樹：三原順子
- 藤丸幸一郎：小林桂樹
- 藤丸博子：佐藤オリエ
- 藤丸茂：川井研一郎
- 藤丸武：六浦誠
- 利恵：加茂さくら
- 伯母：浅利香津代
- 柴田：ガッツ石松
- 野々宮：加藤武
- 剛田：二瓶正也
- 松田：相原巨典
- ジムの会長：苅谷俊介
- バンドのメンバー：宇治正高
- オートバイ屋：谷村昌彦
- 管理人：石井富子
- 喫茶店の主人：頭師孝雄
- 看護婦：大井小町
- 宮内洋、おりも政夫、乃生佳之、柴谷秀樹、曽我泰久、入江正徳ほか

## スタッフ
- 監督：舛田利雄
- 製作：小倉斉、ジャニー喜多川
- 原作：後藤ゆきお、牧野和子
- 脚本：永原秀一、舛田利雄
- 音楽：山下達郎、大谷和夫
- 録音：宮内一男
- 撮影：西垣六郎
- 美術：樋口幸男
- スチール：石月美徳
- 照明：粟木原毅
- 振付：山田卓
- 編集：黒岩義民
- チーフ助監督：橋本幸治
- 技斗：宇仁貫三
- カースタント：スーパードライバーズ
- 音響効果：東宝効果集団
- MA：東宝録音センター
- 現像：東京現像所

## 主題歌
- 近藤真彦「ハイティーン・ブギ」発売元 - RCAレコード

## 挿入歌
- 近藤真彦「MOMOKO」（「ハイティーン・ブギ」のB面）
- 近藤真彦「カモン・ロッキンロード」（「ホレたぜ!乾杯」のB面） 発売元 - RCAレコード
- 田原俊彦「重のバラード」
- 近藤真彦・田原俊彦「あ・ら・しのLong run」